# Częstochowski
Częstochowski là một huyện thuộc tỉnh Śląskie của Ba Lan. Huyện có diện tích 1521 km². Đến ngày 1 tháng 1 năm 2011, dân số của huyện là 134379 người và mật độ 88 người/km².